# 波德切里耶河
波德切里耶河（俄语：Подчерье），又译波切里耶河，是俄羅斯的河流，屬於伯朝拉河的右支流，由科密共和國負責管轄，河道全長178公里，流域面積2,710平方公里，河水主要來自雨水和融雪，每年十一月至翌年五月結冰。